# Pseudoeurycea mixcoatl
Pseudoeurycea mixcoatl és una espècie d'amfibi urodel (salamandres) de la família Plethodontidae. És endèmica de Mèxic. És originària de la Sierra Madre del Sur de l'estat de Guerrero, al voltant de les poblacions d'Asoleadero i Carrizal de Bravo. Es troba a cotes que oscil·len entre els 2.200 i els 2.600 metres d'altitud. La seva extensió d'ocurrència coneguda (EOO) actual és de 50 km2.
El seu hàbitat natural és bosc de roure-pi-avet dominat per grans roures coberts de bromèlias. Es refugia durant el dia en troncs caiguts.
Està amenaçada d'extinció a causa de la destrucció del seu hàbitat.
El seu nom deriva de la deïtat precolombina Mixcóatl, present en la mitologia otomí i nahua.